# Gunnfjauns kapell
Gunnfjauns Kapell är en svensk folkmusikgrupp från Gotland, bildad 1982. Namnet är taget från en ödekyrka på östra Gotland. Inom den svenska folkmusikvågen skapade gruppen ett eget sound, byggd på stränginstrument, flöjter och sång. Gruppen har framträtt på de flesta större folkmusikfestivaler i Sverige och har också turnerat flera gånger i Tyskland. År 1997 satte Gunnfjauns kapell och kören Allmänna Sången Visby upp musikdramat Volund, som bygger på kvädet om Volund. Musiken från verket gavs ut på CD året efter.

## Diskografi
- Gunnfjauns Kapell (1984)
- Gåttar ei vällingi (1986)
- Dammet lättar (1989)
- Sjelvar (1991)
- Nadljaus (1995)
- Volund (1998, med Allmänna Sången Visby)
- Dansä läite (2001)